# 山本優子
山本 優子（やまもと ゆうこ、本名同じ、1948年12月10日 - ）は、漫画家。東京都出身。
1967年、雑誌『マーガレット』48号（集英社）掲載の『青空おじさん』でデビュー。
以後、『りぼん』で執筆を行う。
典型的な70年代の少女漫画の絵柄で基本的にはラブコメディーなのだが、随所にギャグが盛り込まれ、その延長としてお色気も多少含まれているのが特徴。また、当時の芸能人や有名人の名前を一部変更してキャラクターに名付けることが多かった。
代表作に『新・美季とアップルパイ』など。

## 作品リスト
- 青空おじさん（集英社『週刊マーガレット』1967年11月12・19日号（48号））[1]
- 白いバレンタイン（集英社『りぼんコミック』1969年3月号）[2]
- お気にめさぬまま（集英社『りぼん』お正月大増刊、1970年）[2]
- わたし好きなの（集英社『りぼん』1970年1月号）[3]
- 明日にあかるく（集英社『りぼん』1970年2月号）[3]
- ペットにご用心！（集英社『りぼん』1970年3月号）[3]
- けんかでハネムーン（集英社『りぼん』1970年4月号）[3]
- 恋のバイオレット（集英社『りぼん』1970年5月号）[3]
- ブルー・エンジェル（集英社『りぼん』1970年7月号）[3]
- ロマンスダイヤル（集英社『りぼん』1970年12月号）[3]
- 彼女は吸血鬼（集英社『りぼん』1971年1月号）[3]
- すべりこみアウト（集英社『りぼん』1971年2月号）[3]
- ダイアモンド王女（集英社『りぼん』1971年4月号付録）[4]
- 分析しますわよ（集英社『りぼん』1971年6月号）[3]
- 痴漢ちゃんの季節（集英社『りぼん』1971年7月号）[3]
- 霊感のメロディー（集英社『りぼん』1971年10月号付録）[4]
- ヤキイモちゃんの季節（集英社『りぼん』1971年11月号）[3]
- 怪物ロック（集英社『りぼん』1971年12月号）[3]
- 混線家族（集英社『りぼん』お正月大増刊、1972年）[2]
- お嫁にもらって！？（集英社『りぼん』1972年2月号）[3]
- 落第の季節（集英社『りぼん』1972年3月号）[3]
- イヤーンばかン！（集英社『りぼん』1972年4月号）[3]
- 水色のローマ（集英社『りぼん』1972年5月号）[3]
- カナヅチの季節（集英社『りぼん』1972年7月号）[3]
- 金魚ちゃんの恋（集英社『りぼん』1972年8月号）[3]
- セーヌひとり（集英社『りぼん』1972年9月号）[3]
- 恋のレベルアップ（集英社『りぼん』1972年10月号）[3]
- イブの香り（集英社『りぼん』1972年12月号）[3]
- あの娘はダイナマイト（集英社『りぼん』1973年1月号-4月号）[3]
- ねむってキスして（集英社『りぼん』1973年5月号付録）[4]
- 愛の出発（集英社『りぼん』1973年7月号）[3]
- ビキニはタブー（集英社『りぼん』1973年8月号）[3]
- 美季とアップルパイ（集英社『りぼん』1973年9月号-1974年6月号）[3]
- 新・美季とアップルパイ（集英社『りぼん』1974年9月号-1975年11月号,1976年1月号-3月号）[3]
- びっくりカンカン（集英社『りぼん』1977年1月号）[3]
- ＡＢＣでウッフン（集英社『りぼん』1977年4月号）[3]
- ただ今恋のメイク中（集英社『りぼん』1977年9月号付録）[4]
- あっちむいて恋！（集英社『りぼん』1978年2月号）[3]
- 恋！？なーんちゃって（集英社『りぼん』1978年9月号）[3]
- ミスター・プリンちゃん（集英社『りぼん』1978年12月号付録）[4]
- ラブ戦争こぼれてなるか（集英社『りぼん』1979年2月号）[3]
- いちご時代（集英社『りぼん』1979年7月号）[3]
- いちご時代２（集英社『りぼん』1979年10月号）[3]
- ボクの関白宣言（集英社『りぼん』11月大増刊、1979年）[2]
- たぶん馬鹿きっと馬鹿（集英社『りぼん』1980年2月号）[5]
- 双子座ラ！ラ！ラ！（集英社『りぼん』1980年5月号）[5]
- めきめきシェイプアップ（集英社『りぼんオリジナル』1981年春の号）[2]
- ある日ランナウェイ（集英社『りぼんオリジナル』1981年冬の号）[2]